# Urelytrum
Urelytrum là một chi thực vật có hoa trong họ Hòa thảo (Poaceae).

## Loài
Chi Urelytrum gồm các loài: